# Alberto Guzmán Soriano
Pour les articles homonymes, voir Guzmán et Soriano (homonymie).
Alberto Guzmán Soriano, né le 19 février 1923 et mort le 11 novembre 1989, est un homme politique bolivien, ministre des Affaires étrangères de Bolivie ("chancelier") de 1973 à 1976 sous le président Hugo Banzer. 